# 赤綠海豬魚
赤綠海豬魚，為輻鰭魚綱鱸形目隆頭魚亞目隆頭魚科的其中一種，分布於西南大西洋區Trindade島及Martin Vaz島海域，棲息深度6-25公尺，體長可達23.1公分，生活習性不明。